# Żebry-Ostrowy
Żebry-Ostrowy – wieś sołecka w Polsce położona w województwie mazowieckim, w powiecie ostrołęckim, w gminie Olszewo-Borki.
Administracyjnie na terenie wsi utworzono dwa sołectwa Żebry-Ostrowy I i Żebry-Ostrowy II.
| SIMC    | Nazwa           | Rodzaj     |
| ------- | --------------- | ---------- |
| 0516169 | Żebry-Pieczyska | przysiółek |

## Historia
W latach 1921–1939 wieś leżała w województwie białostockim, w powiecie ostrołęckim, w gminie Nakły (od 1936 w gminie Rzekuń).
Według Powszechnego Spisu Ludności z 1921 roku wieś zamieszkiwały 92 osoby w 19 budynkach mieszkalnych. Miejscowość należała do parafii rzymskokatolickiej w Ostrołęce. Podlegała pod Sąd Grodzki w Ostrołęce i Okręgowy w Łomży; właściwy urząd pocztowy Ostrołęka 1.
W wyniku agresji niemieckiej we wrześniu 1939 wieś znalazła się pod okupacją niemiecką. Od 1939 do wyzwolenia w 1945 włączona w skład Landkreis Scharfenwiese, rejencji ciechanowskiej Prus Wschodnich III Rzeszy.
W latach 1975–1998 miejscowość administracyjnie należała do województwa ostrołęckiego.

## Religia
Wierni kościoła rzymskokatolickiego należą do parafii  NMP Królowej Polski w Olszewie-Borkach.